# Dínamo Esporte Clube
Dínamo Esporte Clube é um clube brasileiro de futebol, com sede na cidade de Maceió, capital do estado de Alagoas. Suas cores são verde. vermelho e branco.

## História
Foi fundado em 7 de setembro de 1968. Manda seus jogos no estádio Cleto Marques Luz, com capacidade para receber 4.000 torcedores. Jogou 7 edições do Campeonato Alagoano (na década de 1970, foram 5 participações consecutivas), retornando em 1997. A última participação do clube foi em 1998, quando terminou em 11º lugar e foi rebaixado juntamente com o São Domingos de Marechal Deodoro.
Após 13 anos fora das competições promovidas pela FAF, o Dínamo voltou ao futebol profissional em 2012, disputando a Segunda Divisão. Em um grupo que teve ainda o Comercial de Viçosa, o São Domingos e o Sete de Setembro, utilizou o estádio José Gomes da Costa, em Murici, para sediar os jogos como mandante. O Dínamo foi o time de pior campanha na Segunda Divisão, perdendo os 3 jogos que disputou, e teve ainda o pior ataque da competição, com apenas um gol (empatado com o Igreja Nova).
Disputou ainda as edições de 2013 (mandou seus jogos no estádio Luizão, em Atalaia) e 2014 (desta vez para usar o estádio Ferreirão, em São Miguel dos Campos), também caindo na primeira fase.
Ficou 7 anos sem jogar campeonatos profissionais, voltando em 2021 para disputar a Segunda Divisão estadual. Comandado por Peu Santos (ex-jogador de Flamengo, CSA, Santa Cruz, Monterrey e Cruzeiro), o Dínamo foi eliminado na primeira fase com a pior campanha entre os 7 participantes (um empate e 5 derrotas), além do pior ataque (3 gols) e ter sofrido 10 gols (mesmo número de Agrimaq e Dimensão Capela).
Em 2022, o Dínamo participou da Copa Alagoas, vencendo 2 partidas (Dimensão Capela e Jacyobá), empatando uma (contra o Miguelense) e foi derrotado 4 vezes (ASA, Desportiva Aliança, Coruripe e Zumbi).